# هبة حسن (لاعبة)
هبة حسن ‏ (1 يناير 1985 - ) مجدفة من مصر.

## روابط خارجية
- هبة حسن على موقع الاتحاد الدولي للتجديف (الإنجليزية)